# Frederick Herschel Waterhouse
 (juillet 2024).
Pour les articles homonymes, voir Waterhouse.
Frederick Herschel Waterhouse est un zoologiste britannique, né en 1845 et mort en 1919.
Il est le fils de George Robert Waterhouse (1810-1888).

## Liste partielle des publications
- 1889 : Index generum avium : a list of the genera and subgenera of birds (R.H. Porter, Londres) : v + 240 p. — Un exemplaire numérique peut être consulté sur Archive.org